# Třebovice
Třebovice (niem. Triebitz) – wieś i gmina w Czechach, w powiecie Uście nad Orlicą, w kraju pardubickim. Według danych z dnia 1 stycznia 2013 liczyła 800 mieszkańców.